# San Pedro de la Roca-erőd
A San Pedro de la Roca-erőd (más néven Castillo del Morro) a kubai Santiago de Cuba egyik műemléke. A várostól kissé délnyugatra, egy öböl bejáratánál áll, annak keleti partján. 1997 óta a Világörökség részét képezi.

## Története
Az erőd története 1633-ban kezdődött, amikor Pedro de la Roca y Borja kormányzó, a vár későbbi névadója elrendelte az építkezést, hogy meg tudják védeni ezt a fontos kikötőt a spanyolok ellenségeinek és a kalózoknak a támadásaitól. Az építkezés az olasz Giovanni Battista Antonelli tervei alapján, 74 méterrel a tenger szintje felett kezdődött el 1638-ban. Nem sokkal elkészülte után, 1662-ben angolok szállták meg a várost, ekkor az erőd is károkat szenvedett. 1663 és 1669 között ezért faszerkezetét megújították, egyúttal az egész erődöt ki is bővítették: új részként épült fel az Estrella és a Santa Catalina tüzérségi állás oldalvédje, valamint a Santísima Trinidad felső platform, a Santísimo Sacramento platformot pedig megnagyobbították. 1675-ben és 1692-ben földrengések károsították az épületet, ezért 1693 és 1695 között ismét felújították. 1738-ban és 1740-ben falait megmagasították, befejeztek több régebben elkezdett épületrészt, kibővítették a partmenti védműveket, valamint templomot és raktárakat létesítettek benne. Az 1757-es és az 1766-os földrengések után ismét bővítették, majd 1775-től kezdve politikai foglyok őrzésére használták. A kubai függetlenségi háború idején földalatti járatokat építettek, valamint új tüzérségi állásokat: az El Vigíát, a Punta Gordát, a Socapa Altát és a Socapa Baját. Az öböl bejáratához torpedókilövőket telepítettek. A 20. század nagy részében használaton kívül állt, majd 1960 körül felújításon esett át. 1979-ben nemzeti műemlékké nyilvánították.

## Az épület ma
Az erőd fontos turisztikai célpont. Benne működik az 1978-ban megnyitott Kalózmúzeum, kiállítótermeiben pedig többek között az 1898-as spanyol–amerikai háború tengeri csatájával kapcsolatos emlékek is láthatók. Földalatti járataiban régi ágyúgolyók is megtekinthetők. Minden este lezajlik az úgynevezett cañonazo mambí nevű látványos ünnepség, amire szintén sok turista kíváncsi.

## Képek

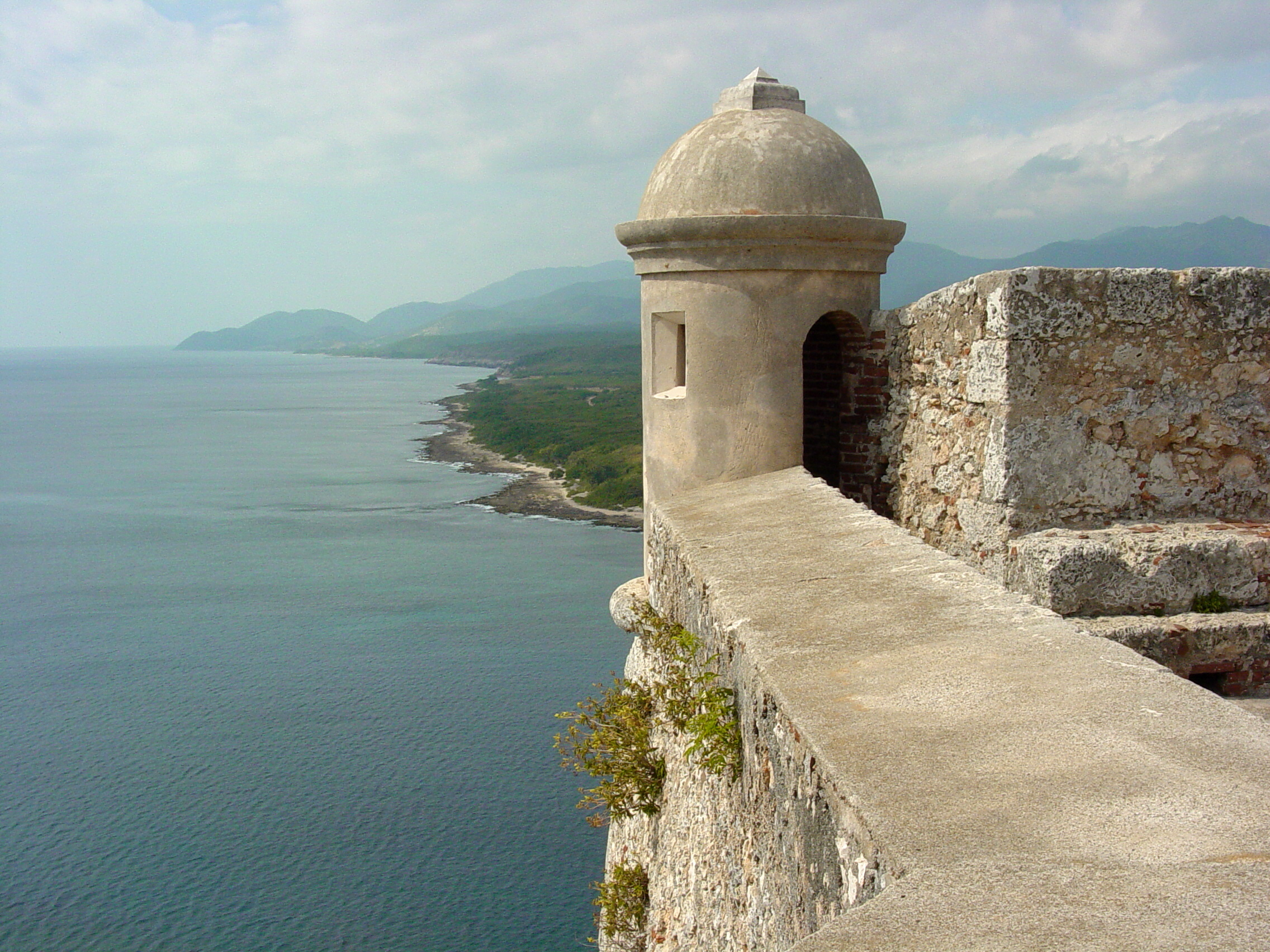
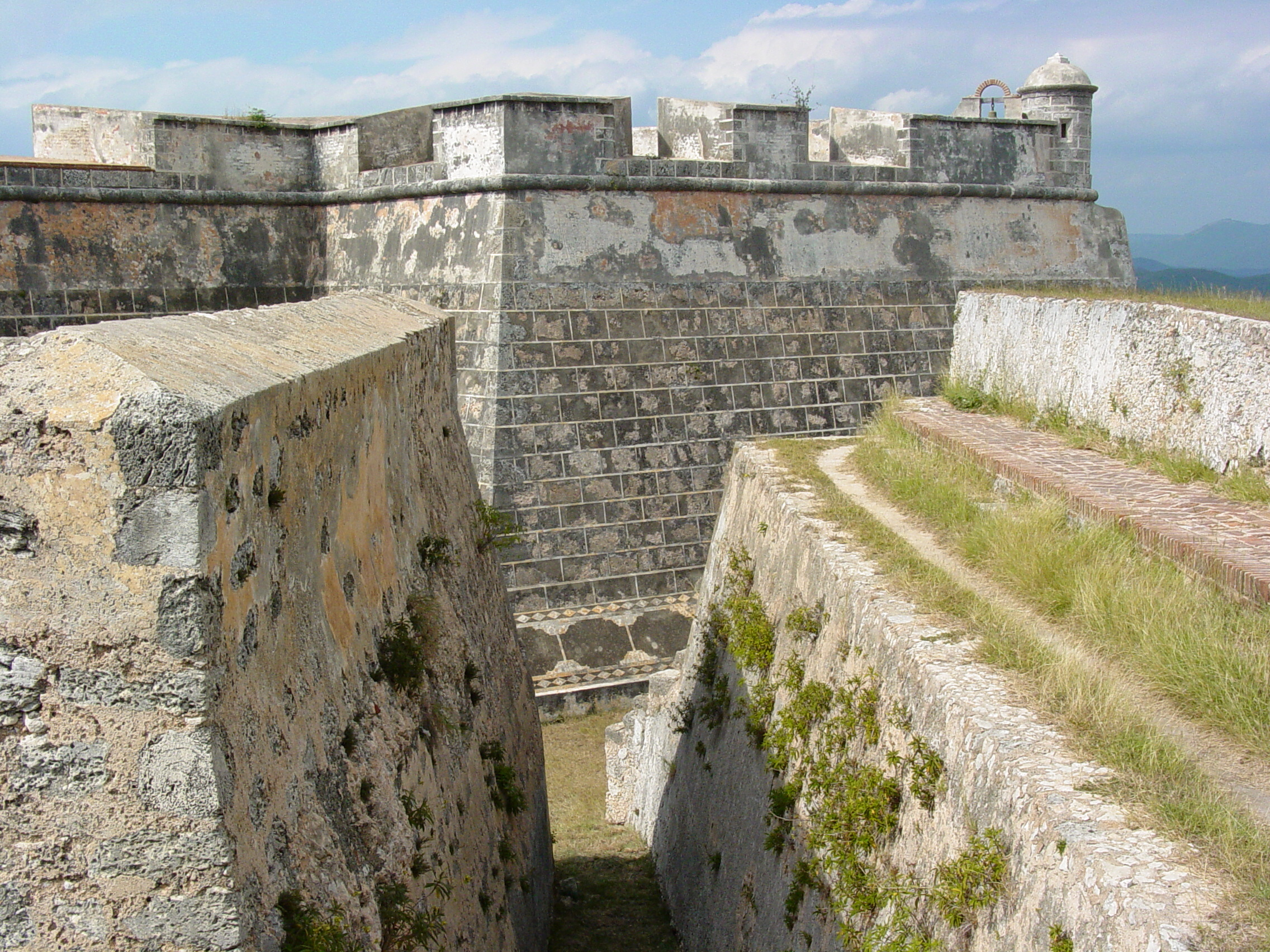
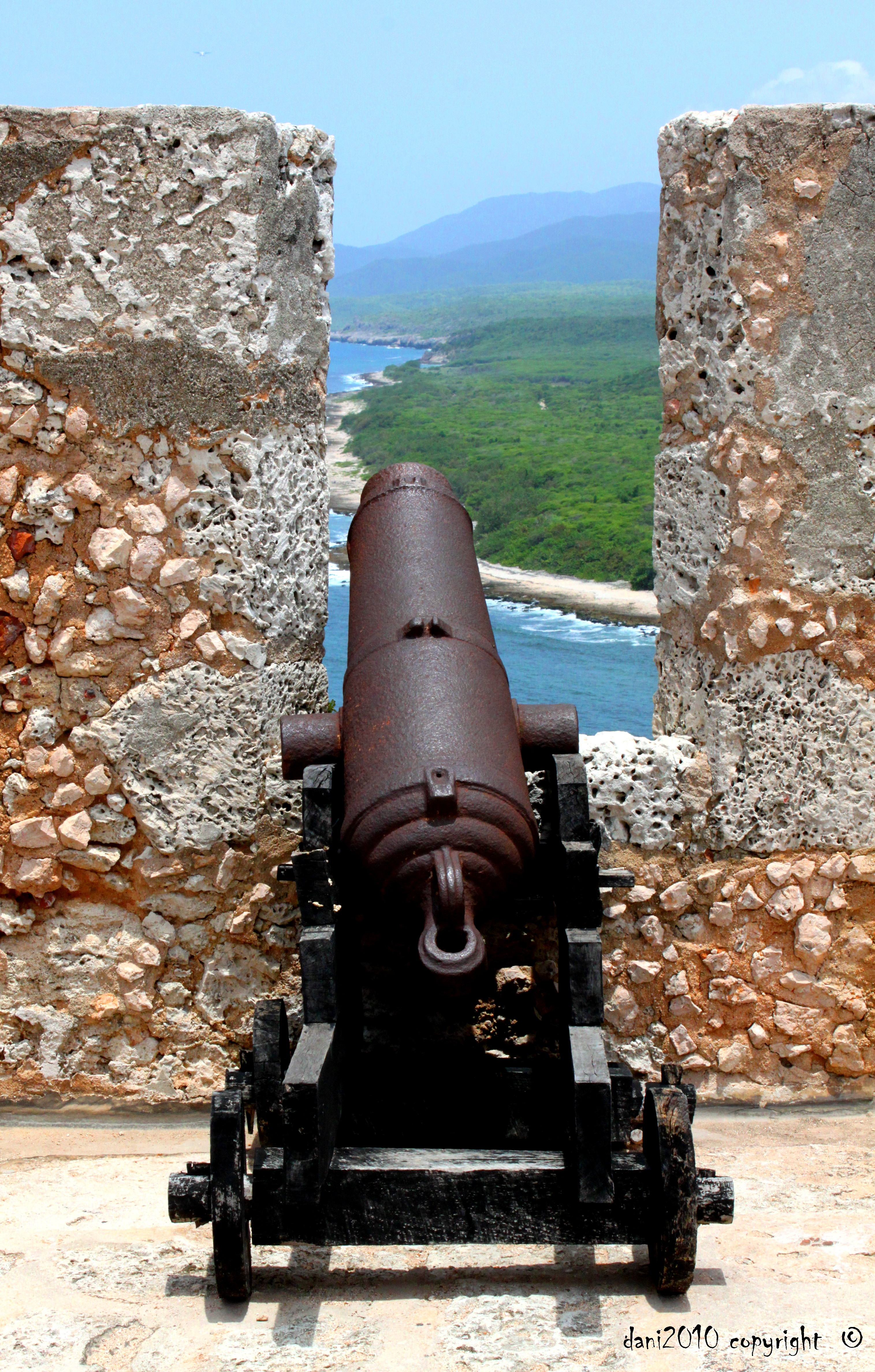
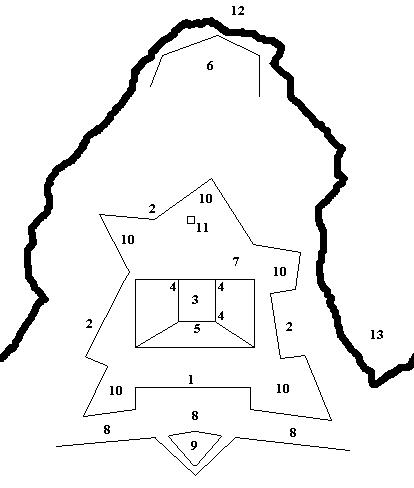